# Стафеев, Николай Фёдорович
Никола́й Фёдорович Стафе́ев (24 апреля 1915 — 10 октября 2009) — советский и украинский военный и общественный деятель, почётный гражданин Одессы.

## Биография
Родился 24 апреля 1915 года в селе Верхник (ныне Макарьевский район, Костромская область) в семье крестьянина, был восьмым ребёнком.
Трудовую деятельность начал в ещё до совершеннолетия в бригадах лесорубов и лесосплавщиков. Позже окончил школу «Леспромхозуч» в городе Макарьев. В 1933 году окончил лесное училище с отличием, и ему было присвоено звание мастера лесозаготовок. В 1935 году был направлен и окончил курсы технормировщиков при Киевском лесотехническом институте. После этого в 1937 году был рекомендован к зачислению в Ленинградскую лесотехническую академию им. Кирова. Работал в леспромхозе сначала мастером, затем специалистом по вопросам труда и нормирования.
В октябре 1937 года призван в РККА. Служил он в Харьковском военном округе. После окончания Харьковского военного училища в 1941 году получил назначение в город Борислав, где служил начальником политотдела по комсомолу, младшим политруком 30-й лёгкой танковой бригады, 32-й тяжелой танковой дивизии.
5 мая 1940 года Николай Стафеев познакомился со своей будущей супругой, Антониной Михайловной Удовенко, с которой прожил в браке 52 года.
В составе танковых и механизированных войск Юго-Западного и 3-го Украинских фронтов прошёл всю войну. Первый бой принял 22 июня 1941 за Раву-Русскую на границе с Польшей, будучи заряжающим в экипаже танка Т-34 83-го танкового полка 32-й тяжелой танковой дивизии. В дальнейшем участвовал в обороне Киева, Львова. В составе 1-й танковой бригады 21-й армии участвовал в боях под Белгородом и за город Штеповка (Сумская область). Участвовал в разгроме группировки Эриха фон Манштейна под Сталинградом, освобождал Донбасс, Запорожье, Николаев, Одессу, Молдавскую АССР; Румынию, Болгарию, Югославию, Венгрию, Австрию. Прошёл путь от политрука инспектора политуправления 3-го Украинского фронта по танковым и механизированным войскам. Во время боёв за Красноармейск в феврале 1943 года был тяжело ранен. Войну закончил под Веной в составе 18-го танкового корпуса в звании подполковника.
После войны продолжил службу в армии. В 1948 году Стафеев был переведён в Одесский военный округ. В 1953 году с отличием окончил Военно-политическую академию имени В. И. Ленина в Москве, ему предлагали перейти в адъюнктуру на кафедру Ленинградского военно-педагогического института, но он отказался. С 1948 по 1954 год Стафеев трижды избирался депутатом Одесского горсовета. С 1954 по 1956 год служил в группе войск в ГДР, с 1957 по 1959 год — в Молдавской ССР, где был членом ЦК КП Молдавии. Вернулся в Одессу в должности замначальника округа по политической части. 19 февраля 1968 года Стафееву присвоено звание генерал-майора. Затем служил в Польше и снова вернулся в Одессу. В марте 1972 года уволился в запас в звании генерал-майора, отказавшись от предложения А. Х. Бабаджаняна переехать в Москву.
С октября 1972 по 1986 год работал заместителем председателя правления Одесской областной организации Украинского общества охраны памятников истории и культуры и к 1996 году на общественных началах был председателем Одесской секции комитета ветеранов войны, членом президиума которой был до смерти. Член Общества болгарско-украинской дружбы.
Имел 41 награду. Награждён орденом Красного Знамени, орденами Отечественной войны I и II степени, двумя орденами Красной Звезды, украинским орденом Богдана Хмельницкого III степени, болгарскими, румынскими и польскими орденами, многими медалями, в том числе «За отвагу», «За боевые заслуги». Имел почётную грамоту Президиума Верховного Совета УССР. Почётный гражданин Одессы и болгарского города Шумен.
Умер 10 октября 2009 года. На фасаде дома по улице Ришельевской, 7 установлена мемориальная доска.